# Батюшково (Дмитровський міський округ)
Ба́тюшково (рос. Батюшково) — село у складі Дмитровського міського округу Московської області, Росія.

## Населення
Населення — 14 осіб (2010; 17 у 2002).
Національний склад (станом на 2002 рік):
- росіяни — 100 %

## Пам'ятки архітектури
У селі знаходиться пам'ятка архітектури XIX століття — садиба Хитрово.